# Крекінг-установка у Джубайлі (Kemya)
Крекінг-установка у Джубайлі (Kemya) — нафтохімічне виробництво у центрі нафтопереробної та нафтохімічної промисловості Саудівської Аравії Джубайлі, яке належить Al Jubail Petrochemical Company.
З 1980-х років в Джубайлі працювала установка парового крекінгу компанії Sadaf, котра належала лідеру саудівської нафтохімічної галузі SABIC та концерну Shell. При цьому одним з головних споживачів етилену була Al Jubail Petrochemical (Kemya), створена на паритетних засадах тою ж SABIC і ще одним енергетичним гігантом Exxon. А в 2001-му Kemya отримала власне піролізне виробництво потужністю 700 тисяч тонн етилену та від 120 до 200 тисяч тонн пропілену. 
Як сировину для парового крекінгу використовують етан та пропан у рівних пропорціях (за іншими даними, лише пропану може споживатись до 1,6 млн тонн на рік). Зріджені вуглеводневі гази надходять до Джубайлю по етанопроводу Джуайма/Беррі – Джубайль, пропанопроводу Джуайма – Джубайль та введеній в дію наприкінці 2010-х багатонитковій системі Васіт – Джубайль (як етан, так і пропан). В подальшому етан та пропан зможуть надходити по багатонитковим системам Танаджиб – Джубайль (з середини 2020-х) та Ріяс – Джубайль (з другої половини 2020-х).
Одночасно зі спорудженням піролізної установки Kemya збільшила потужність існуючого заводу лінійного поліетилену низької щільності з 615 до 850 тисяч тонн та запустила нову лінію поліетилену низької щільності потужністю 218 тисяч тонн.